# Ludwig von Köchel
Ludwig Alois Ferdinand Ritter von Köchel (ur. 14 stycznia 1800 w Stein, Dolna Austria, zm. 3 czerwca 1877 w Wiedniu) – austriacki pisarz, kompozytor, botanik i wydawca.
Ludwig von Köchel studiował prawo w Wiedniu (uzyskał tytuł doktora praw) i przez 15 lat był opiekunem czterech synów arcyksięcia Karola. Jego wynagrodzeniem był tytuł szlachecki i hojna zapłata, która pozwoliła mu spędzić resztę życia w roli niezależnego naukowca. Ówcześni uczeni byli pod głębokim wrażeniem jego badań botanicznych w Północnej Afryce, na Półwyspie Iberyjskim, w Wielkiej Brytanii i Rosji.
Oprócz botaniki, interesował się geologią i mineralogią, ale kochał także muzykę i jako członek Salzburg Mozarteum opublikował w 1862 Chronologisch-thematisches Verzeichnis sämtlicher Tonwerke Wolfgang Amadé Mozarts – chronologicznie i tematycznie ułożony rejestr dzieł Mozarta, znany dziś jako Katalog Köchla - skrót KV lub K oraz skatalogował utwory Johanna Josepha Fuxa również oznaczane literą K.
Pochowany na Cmentarzu Centralnym w Wiedniu.